# Johnson megye (Arkansas)
Johnson megye az Amerikai Egyesült Államokban, azon belül Arkansas államban található. Megyeszékhelye Clarksville. Lakosainak száma 25 749 fő (2020. április 1.). Johnson megye Newton, Logan, Pope, Madison és Franklin megyékkel határos.

## Népesség
A megye népességének változása:
| Lakosok száma | 25 536 | 25 654 | 25 866 | 25 846 | 26 141 | 25 749 |
|               | 2010   | 2011   | 2012   | 2013   | 2015   | 2020   |